# Diospyros nigra
Diospyros nigra, il sapote nero, è una specie di cachi. I nomi comuni includono cachi cioccolato, black sapote e, in spagnolo, zapote prieto. L'albero da frutto tropicale è originario del Messico, dell'America Centrale e della Colombia.  Il nome comune sapote si riferisce a qualsiasi frutto morbido e commestibile. Il zapote nero non è imparentato né col zapote bianco, né col zapote mamey . Oltre ai cachi e al zapote nero, il genere Diospyros comprende numerose altre specie di alberi da frutto.

## Etimologia
L'etimologia di Diospyros è "frutto divino": deriva dalle parole greche "dios" e "pyron". I significati sono molteplici, tra cui "pera di Dio", "grano di Zeus" e "fuoco di Giove".

## Descrizione
Gli alberi maturi possono crescere fino a oltre 25 m di altezza e sono sempreverdi . È sensibile al gelo, ma può tollerare gelate leggere. Le foglie sono ellittico-oblunghe, affusolate ad entrambe le estremità, di colore verde scuro, lucide e lunghe 10–30 cm. Alcuni alberi sono dioici, mentre altri sono monoici, anche se alcuni di questi sono auto-incompatibili. La fruttificazione avviene dopo circa 3-4 anni dalla semina, e gli alberi sono molto produttivi.

## Frutto
Il frutto del sapote nero è simile al pomodoro e misura 5–10 cm di diametro, con una buccia non commestibile che vira dal colore oliva a un intenso giallo-verde quando è matura e una polpa che è bianca e non commestibile quando è acerba. I frutti, la cui consistenza è stata paragonata a quella della papaya, contengono solitamente semi, fino ad un massimo di 12. Il frutto maturo può avere "il sapore e la consistenza del budino al cioccolato".
I frutti acerbi sono astringenti, caustici, amari, irritanti e sono stati usati come veleno per i pesci nelle Filippine.

## Propagazione
La propagazione avviene solitamente dai semi, che possono mantenere la vitalità per diversi mesi e richiedono circa 30 giorni per la germinazione. Tuttavia, alcuni alberi sono privi di semi e possono essere propagati tramite margotta.

## Galleria d'immagini

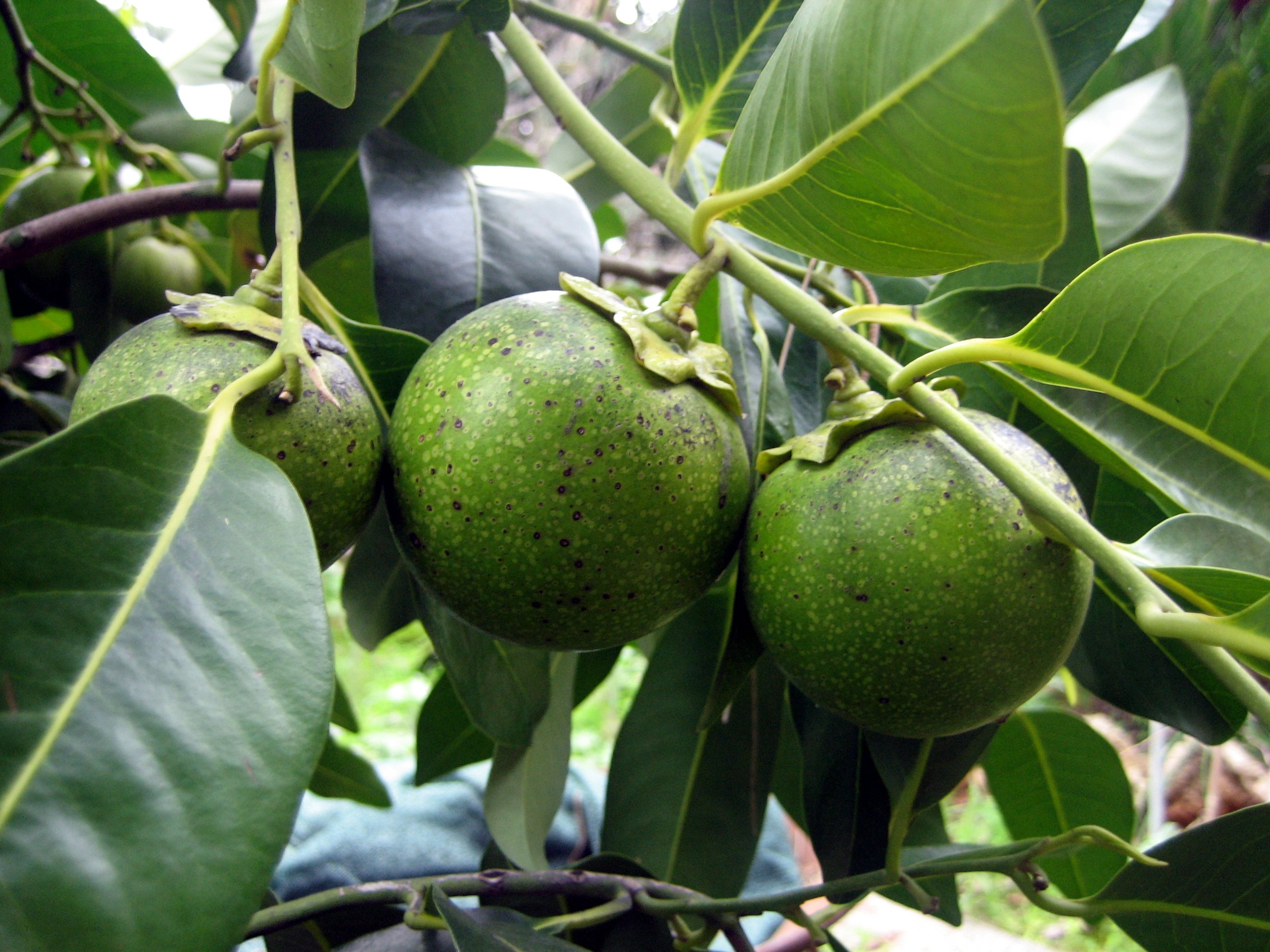
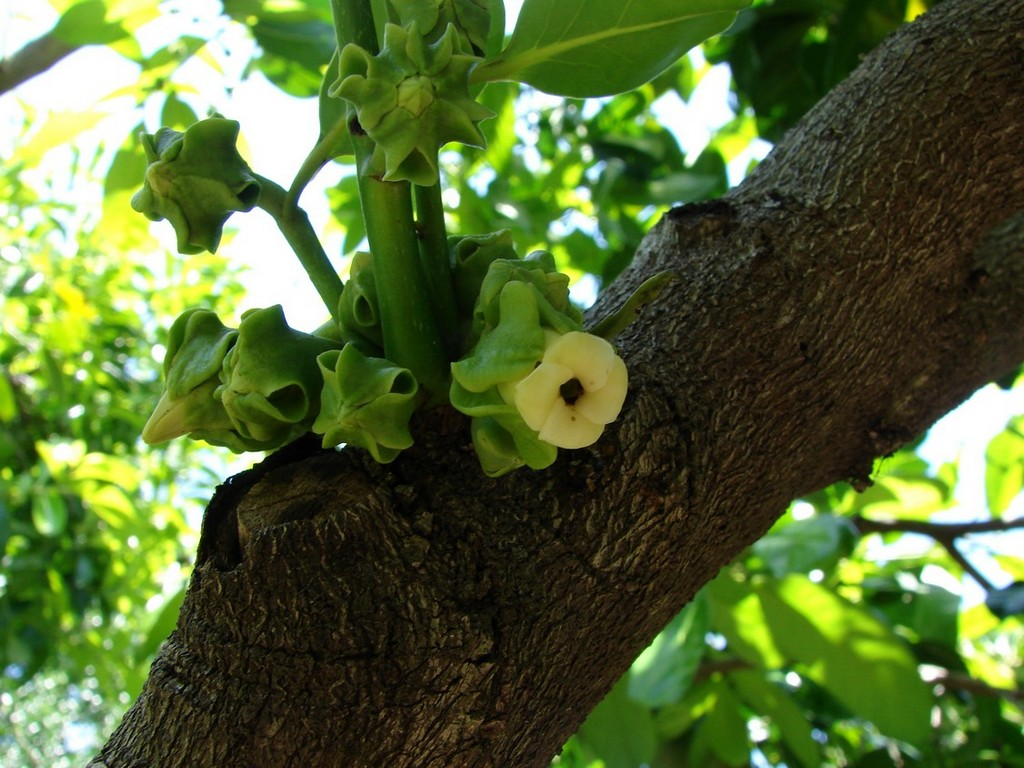
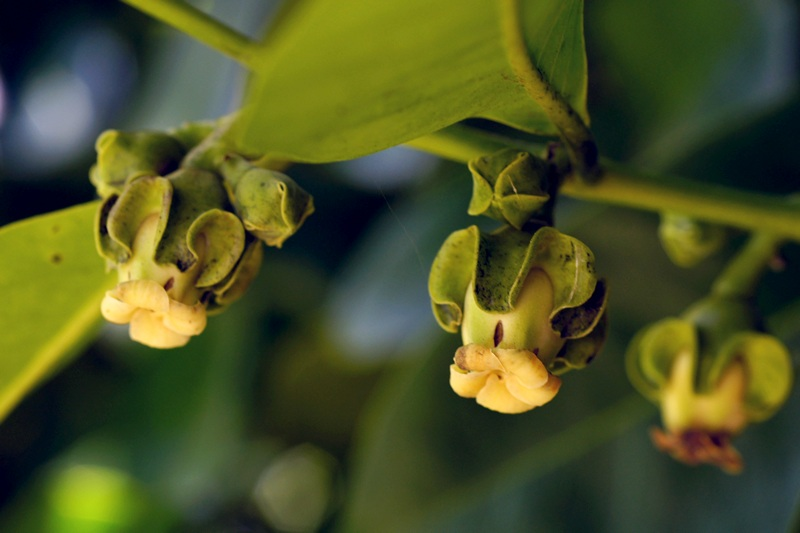
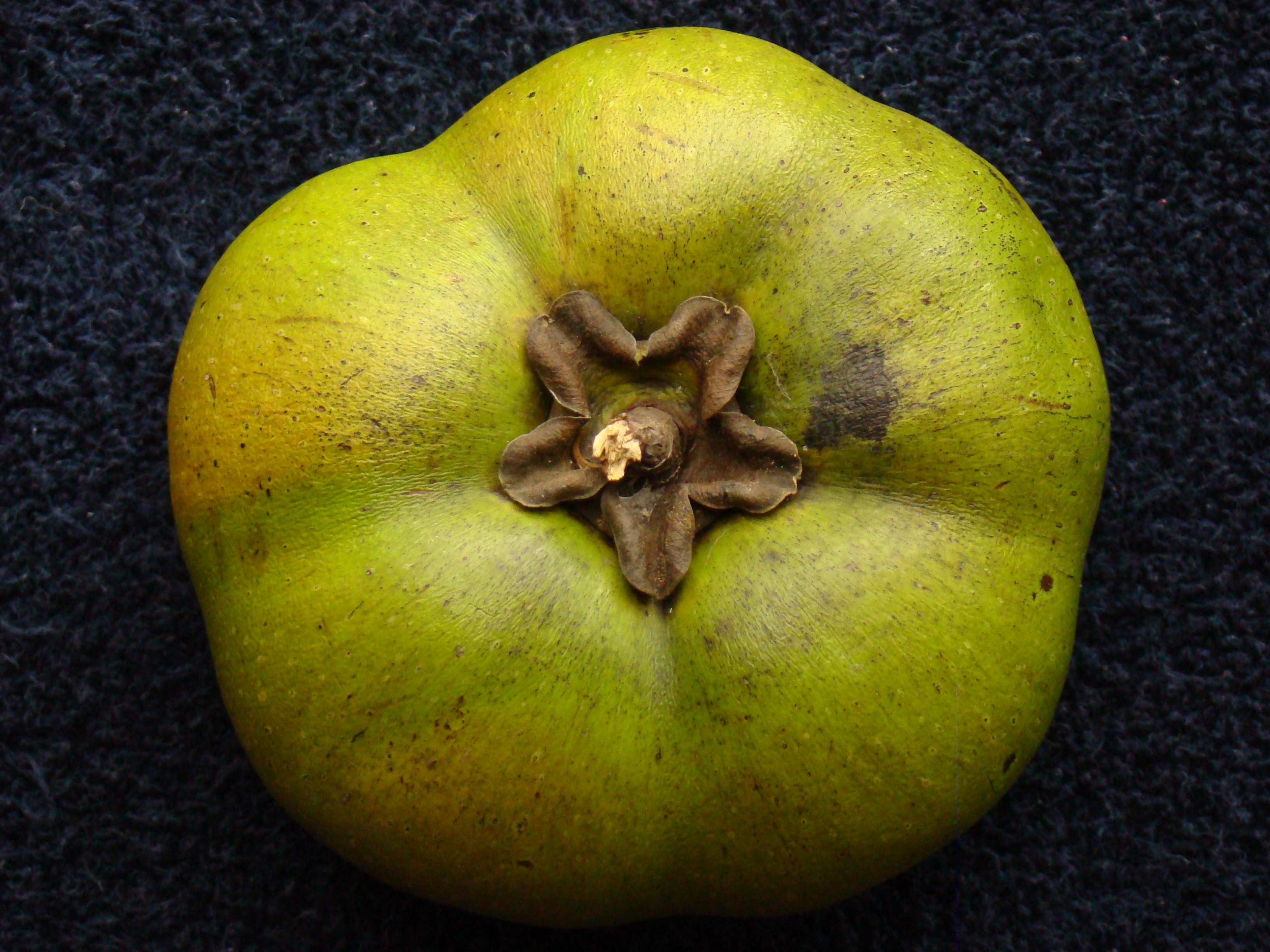
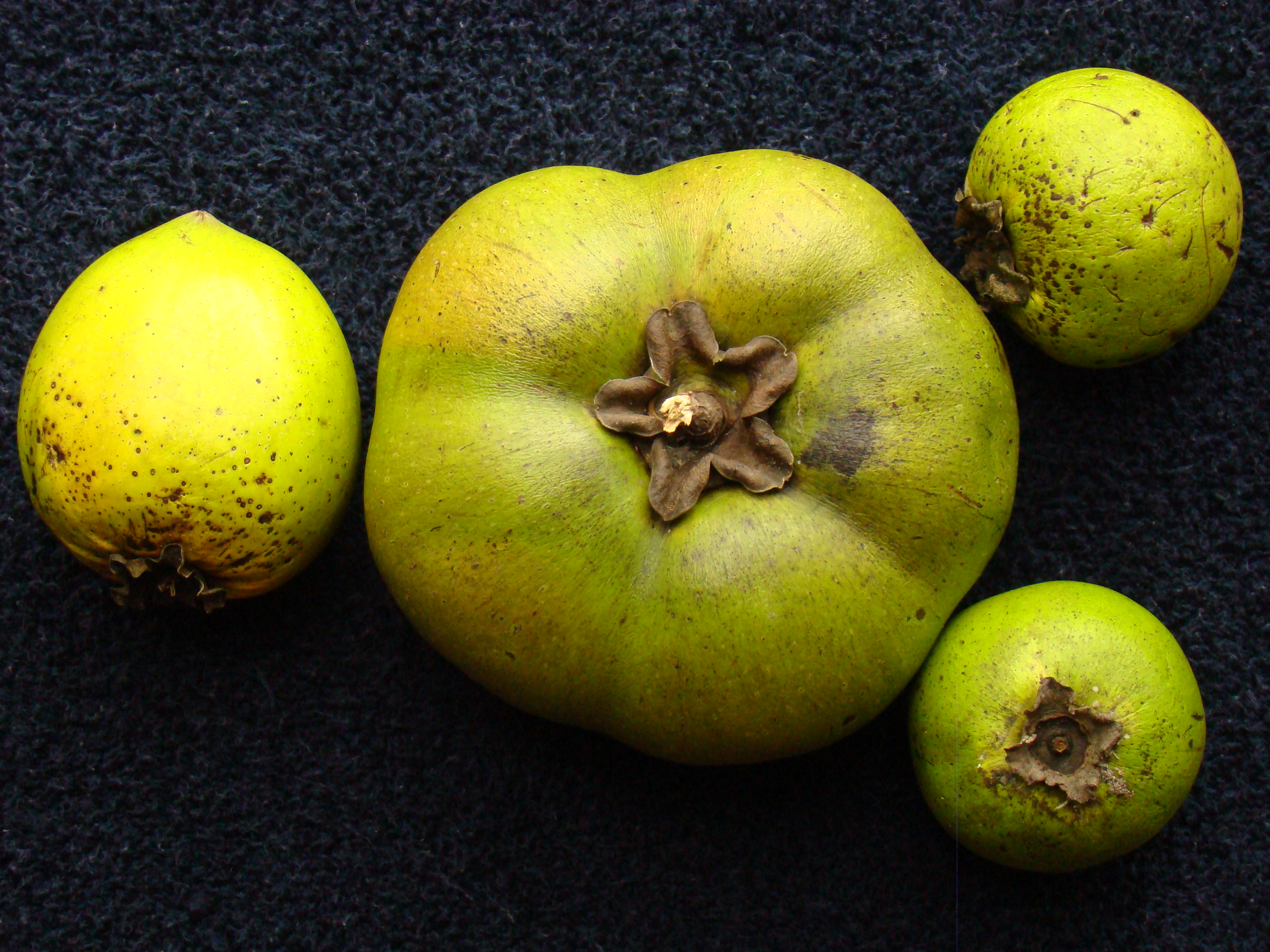
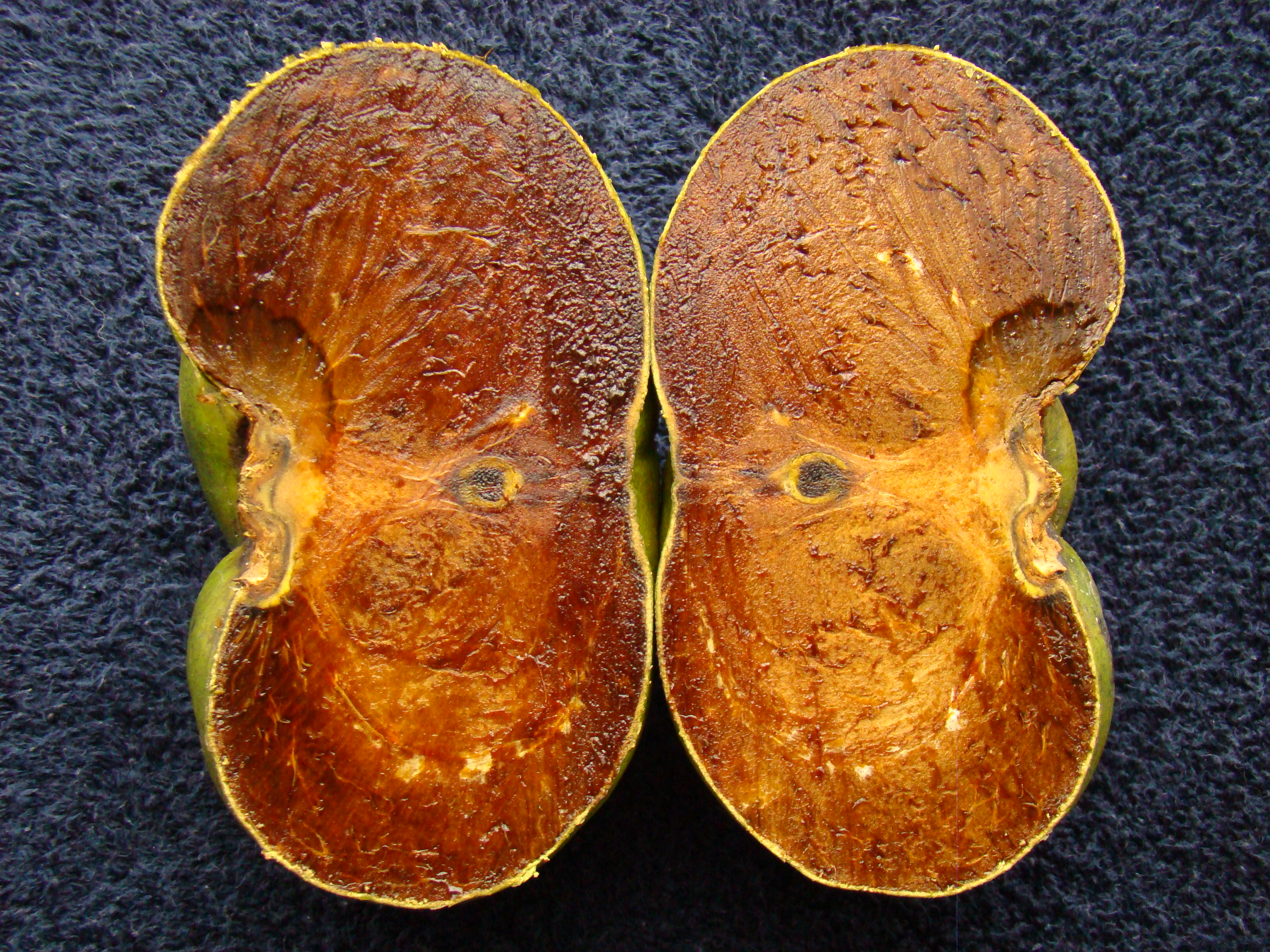
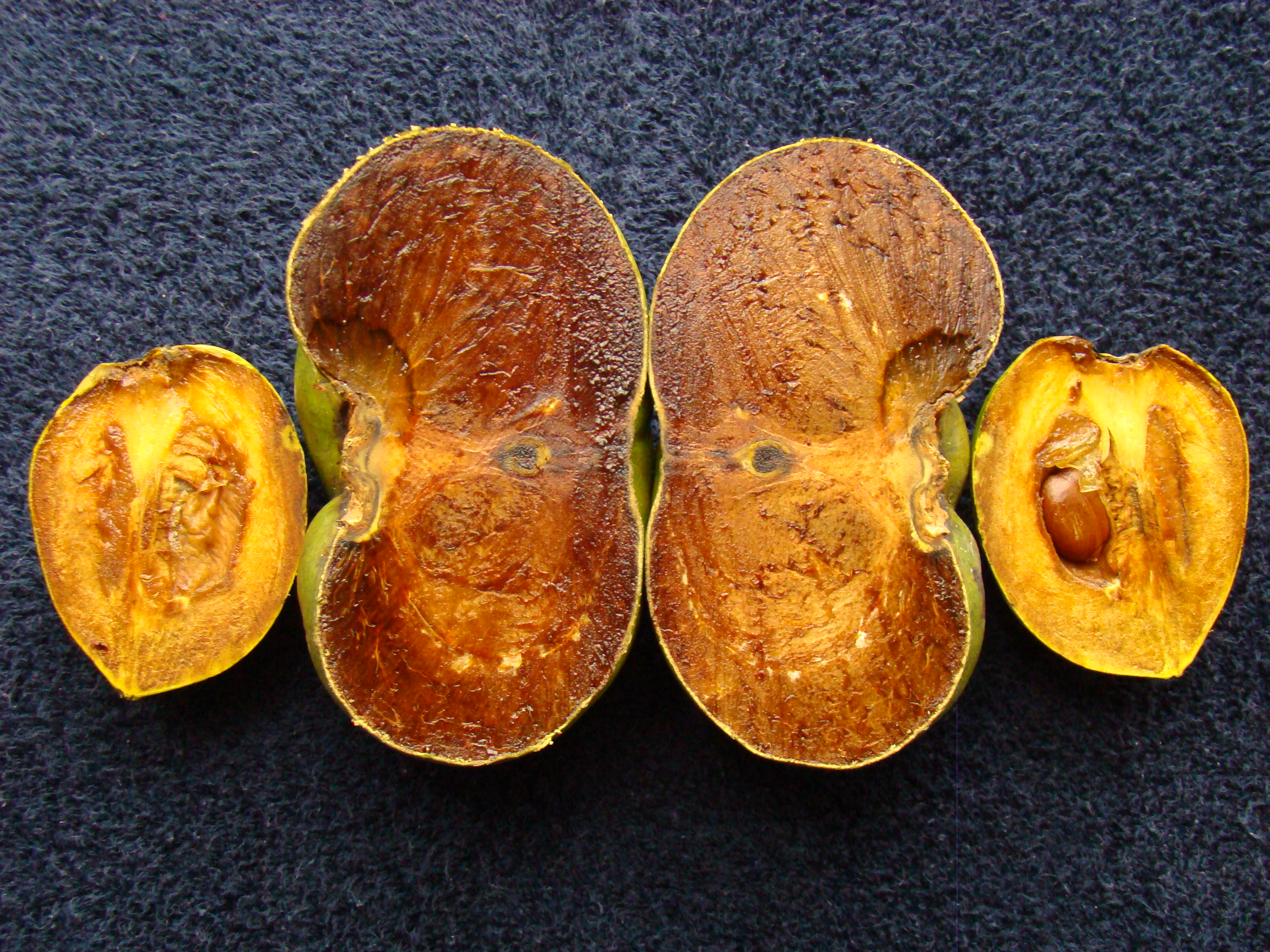
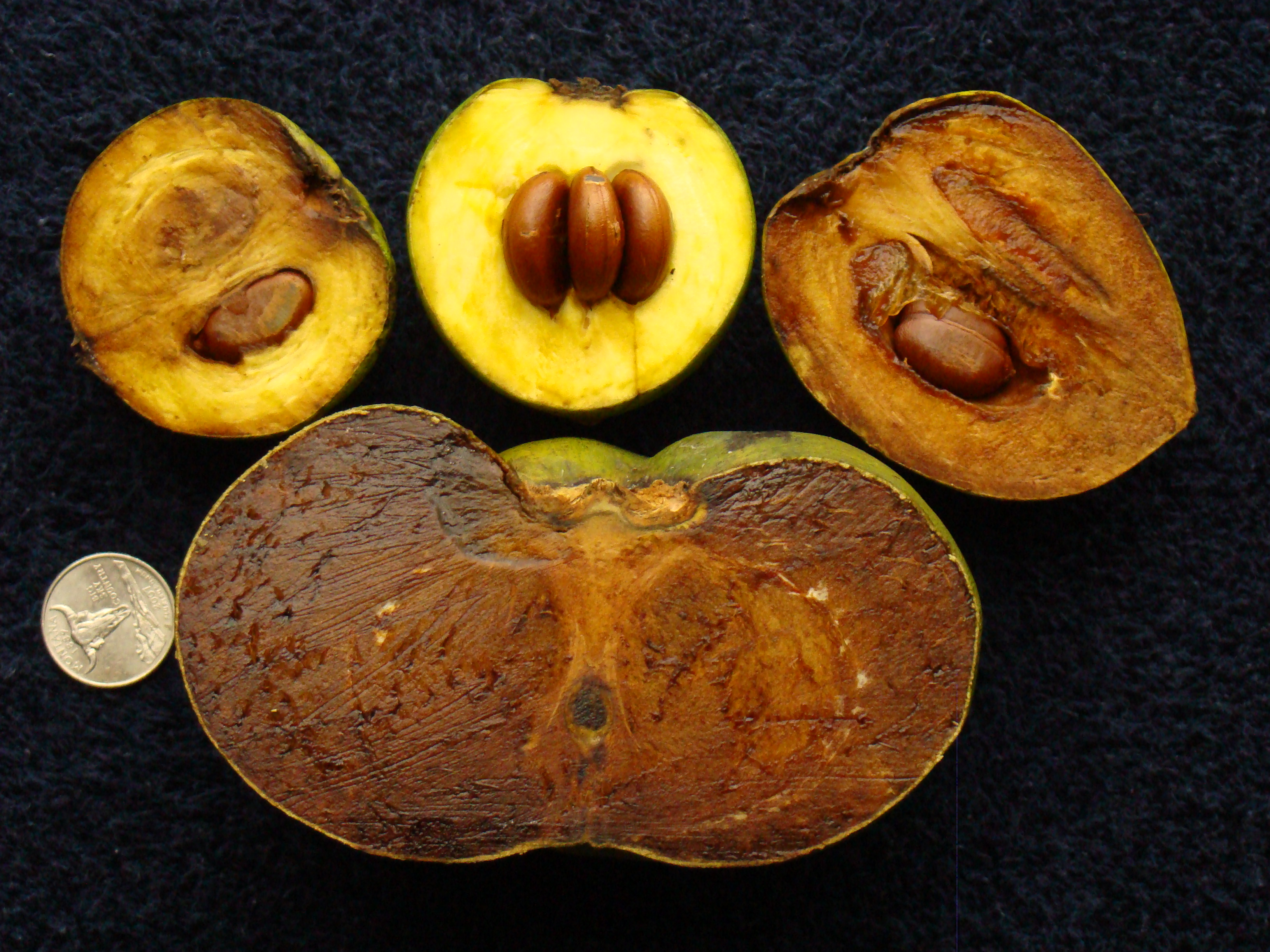
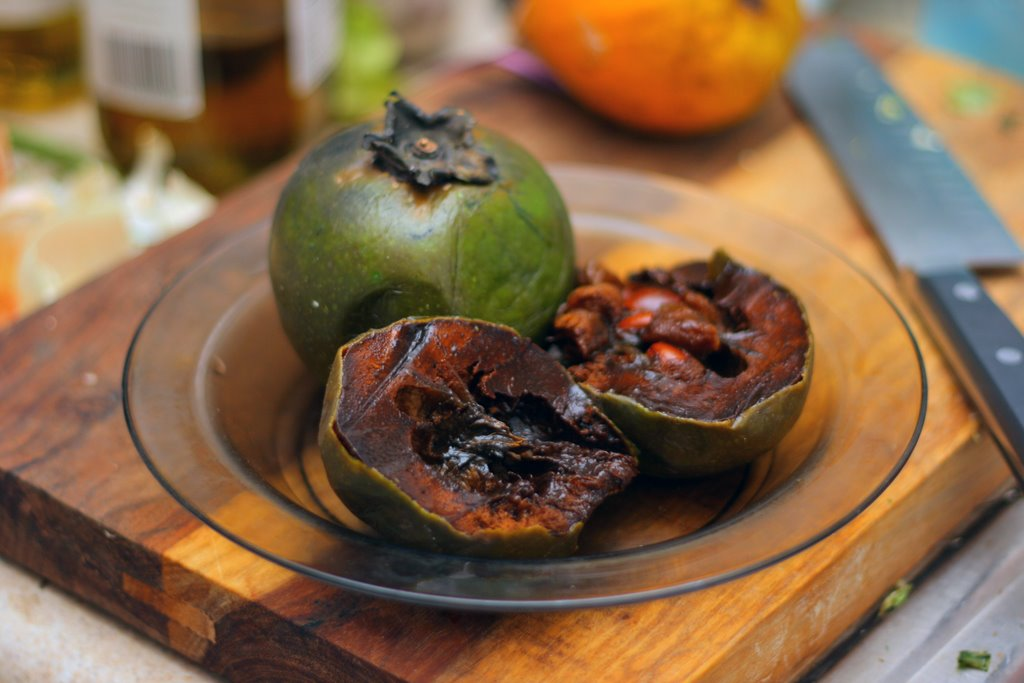